# رينوكا شاهين
رينوكا شاهين هي ممثلة هندية، ولدت في 7 أكتوبر 1966 في الهند.

## وصلات خارجية
- رينوكا شاهين على موقع IMDb (الإنجليزية)
- رينوكا شاهين على موقع قاعدة بيانات الفيلم (الإنجليزية)